# USS Kelvin NCC-0514
De USS Kelvin NCC-0514 was een fictief ruimteschip uit Star Trek.

## Kelvin NCC-0514
De USS Kelvin NCC-0514 was een Kelvin-klasse ruimteschip van de Verenigde Federatie van Planeten, dat was operationeel in de eerste helft van de 23e eeuw. In 2233 was de Kelvin onder het commando van Captain Richard Robau, zijn eerste officier was Luitenant Commander George Kirk.
In het jaar 2233 werd de Kelvin naar de Klingon grens gestuurd. Tijdens deze reis kwamen ze vreemde anomalieën tegen die op een onweersbui in ruimte leken. Toen de Kelvin de anomolieën onderzocht bleek het een zwart gat te zijn. Plotseling kwam er een zeer geavanceerd Romulans schip uit, dat de Kelvin aanviel. George Kirk kreeg het bevel over de Kelvin, liet het schip evacueren en ramde de Narada zodat de bemanning kon ontsnappen.